# Lijst van beschermd erfgoed in Chaudfontaine
Onderstaande tabel geeft een overzicht van de beschermde erfgoederen in de gemeente Chaudfontaine. Het beschermd erfgoed maakt deel uit van het cultureel erfgoed in België.
| Object | Bouwjaar/architect | Deelgemeente         | Adres                       | Coördinaten                   | Nummer?                | Afbeelding |
| --- | ------------------ | -------------------- | --------------------------- | ----------------------------- | ---------------------- | --- |
| Monumentale fontein, genaamd Belles Fontaines (M) | 1744-1747          | Chaudfontaine        | Rue des Belles Fontaines    | 50° 35' 5" NB, 5° 38' 37" OL  | 62022-CLT-0001-01 Info | Monumentale fontein, genaamd Belles Fontaines (M) |
| Purperbeuk (S) |                    | Chaudfontaine        | Avenue des Thermes 138      | 50° 35' 14" NB, 5° 39' 3" OL  | 62022-CLT-0002-01 Info | |
| Virginia-tulpenboom (S) |                    | Chaudfontaine        | Avenue des Thermes 138      | 50° 35' 15" NB, 5° 39' 7" OL  | 62022-CLT-0003-01 Info | |
| Huis Sauveur (M) |                    | Chaudfontaine        | Au Gadot 30                 | 50° 35' 8" NB, 5° 38' 29" OL  | 62022-CLT-0004-01 Info | Huis Sauveur (M) |
| 17e-eeuwse toren van de Sint-Janskerk (M) |                    | Beaufays             | Route de l'Abbaye           | 50° 33' 44" NB, 5° 38' 59" OL | 62022-CLT-0005-01 Info | 17e-eeuwse toren van de Sint-Janskerk (M) |
| Parochiekerk Sint-Jan-Evangelist, voorheen kerk van de augustijnenpriorij (M) |                    | Beaufays             | Route de l'Abbaye           | 50° 33' 44" NB, 5° 38' 59" OL | 62022-CLT-0006-01 Info | Parochiekerk Sint-Jan-Evangelist, voorheen kerk van de augustijnenpriorij (M)                                                                                   |
| Ensemble van de Coteaux en de rotsen van Bout du Monde (S) |                    | Embourg              |                             | 50° 34' 51" NB, 5° 36' 19" OL | 62022-CLT-0007-01 Info | |
| Ensemble van de Coteaux en de rotsen van Bout du Monde: uitbreiding van de bescherming (S) |                    | Embourg              |                             | 50° 34' 50" NB, 5° 36' 9" OL  | 62022-CLT-0008-01 Info | |
| Heuvelrug van Chèvremont (S) |                    | Vaux-sous-Chèvremont |                             | 50° 35' 56" NB, 5° 38' 21" OL | 62022-CLT-0009-01 Info | |
| Heuvelrug van Chèvremont: uitbreiding van de bescherming (S) |                    | Vaux-sous-Chèvremont |                             | 50° 35' 56" NB, 5° 38' 22" OL | 62022-CLT-0010-01 Info | |
| Priorij van Beaufays: hoofdgebouw met 18e-eeuwse interieurs en toren, hoeve met ronde toren, muur van de begraafplaats en de daardoor omsloten monumenten (M) Ensemble van deze gebouwen en omgeving (S) |                    | Beaufays             | Route de l'Abbaye           | 50° 33' 45" NB, 5° 39' 0" OL  | 62022-CLT-0013-01 Info | |
| Site van de priorij van Beaufays: uitbreiding (S) |                    | Beaufays             | Route de l'Abbaye           | 50° 33' 44" NB, 5° 38' 60" OL | 62022-CLT-0014-01 Info | |
| Onze-Lieve-Vrouwekapel van Chèvremont | 1688               | Vaux-sous-Chèvremont | Rue de Chèvremont           | 50° 35' 50" NB, 5° 38' 20" OL | 62022-CLT-0016-01 Info | Onze-Lieve-Vrouwekapel van Chèvremont |
| Totaliteit van de twee ingangen van de spoortunnel op de NMBS-lijn 6 tussen de stations Chaudfontaine en La Brouck (M) ensemble van de tunnel en de omgeving (S)                                         |                    | Chaudfontaine        |                             | 50° 35' 6" NB, 5° 39' 9" OL   | 62022-CLT-0017-01 Info | Totaliteit van de twee ingangen van de spoortunnel op de NMBS-lijn 6 tussen de stations Chaudfontaine en La Brouck (M)ensemble van de tunnel en de omgeving (S) |
| Thier des Milords (S) |                    | Chaudfontaine        |                             | 50° 35' 8" NB, 5° 39' 2" OL   | 62022-CLT-0018-01 Info | |
| Moulin Curtius: hoofdgebouw en bijgebouw, muur (M) |                    | Vaux-sous-Chèvremont | Rue de Ster 40              | 50° 35' 46" NB, 5° 38' 6" OL  | 62022-CLT-0020-01 Info | |
| Twee zomereiken en hun omgeving (S) |                    | Embourg              | Rue Albert et Louis Curvers | 50° 35' 37" NB, 5° 36' 39" OL | 62022-CLT-0022-01 Info | |
| Station Chaudfontaine (M) |                    | Chaudfontaine        | Place de l'Esplanade 3-5    | 50° 35' 13" NB, 5° 38' 38" OL | 62022-CLT-0025-01 Info | Station Chaudfontaine (M) |
| Lindenlaan (S) |                    | Beaufays             | Rue des Bruyères 100        | 50° 33' 33" NB, 5° 37' 38" OL | 62022-CLT-0027-01 Info | |